# فقرة (تشريح)
الفِقْرَة أو الفَقْرَة  إحدى أجزاء العمود الفقري. جمعها فِقَر أو فِقْرَات أو فَـقَار.

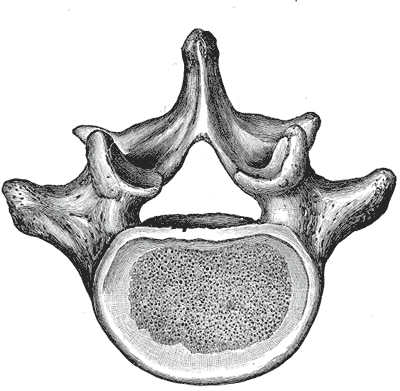
الفقرة

في العمود الفقري للفقاريات ، كل فقرة هي عبارة عن عظمة غير منتظمة ذات بنية معقدة، تتكون من عظم وجزء من الغضروف الزجاجي ، وتتفاوت هذه النسبة وفقًا لموقع الفقرة في العمود الفقري وأنواع الفقاريات.
يمتد العمود الفقري من قاعدة الجمجمة حتى العصعص ،ويتمثل دوره بدعم ثقل الجزء العلوي من الجسم، ويؤمن هيكلا يسمح بالحركة ويحمي النخاع الشوكي في نفس الوقت. يتكون العمود الفقري من 33 فقرة عند الشخص البالغ، بينما يتكون من 26 فقرة عند الطفل، والسبب أن عظام العجز الخمسة وعظام العصعص الأربعة لا تكون قد التحمت بعد عند الطفل.

## أنواع الفقرات
- فقرة عنقية.
- فقرة صدرية.
- فقرة قطنية.
- فقرة عجزية.
- فقرة عصعصية.
- ناتئ.

## نظام تسمية الفقرات
يتم تسمية الفقرات باستخدام نظام مكون من حرف ورقم، حيث يشير الحرف إلى نوع الفقرة بينما يشير الرقم إلى موقعها في العمود الفقري كما يلي:
| الحرف | الدلالة  | نوع الفقرة |
| ----- | -------- | ---------- |
| S     | Sacral   | فقرة عجزية |
| L     | Lumbar   | فقرة قطنية |
| T     | Thoracic | فقرة صدرية |
| C     | Cervical | فقرة عنقية |

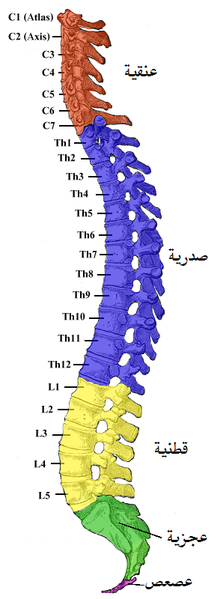
فقرات الظهر ونظام الترقيم

فالفقرة التي رقمها C5 على سبيل المثال يكون موقعها في الفقرات العنقية وترتيبها الخامس، وتقع تحت الفقرة رقم C4، حيث أن نظام الترقيم يبدأ من الأعلى للأسفل، أي أن رقم 1 يشير إلى أول فقرة في العمود الفقري من الأعلى.

## تشريح الفقرة
تتكون الفقرة من عدة أجزاء ولكل فقرة هيكل يميزها عن الأخرى أما أجزاءها الرئيسية فهي:
- الجسم (أو جسم الفقرة) وهو المنطقة الرئيسية التي تحمل وزن الفقرة وتشكل معظم كتلتها.
- الناتئ الشوكي الذي يقع على الجهة المقابلة للجسم ويمتد بالاتجاه الخلفي.
- الناتئان المعترضان اللذان ينشآن بين الجسم والناتئ الشوكي من كل جهة.
- الثقبة الفقرية التي تقع في المنتصف بين الجسم والنواتئ (الشوكية والمعترضة) وهي مكان مجوف تشكل مع الثقوب الأخرى التي تقع فوقها وتحتها عمودا مجوفا ً يطلق عليه اسم «القناة الفقرية» يمتد من خلالها النخاع الشوكي والسحايا.

## معرض صور

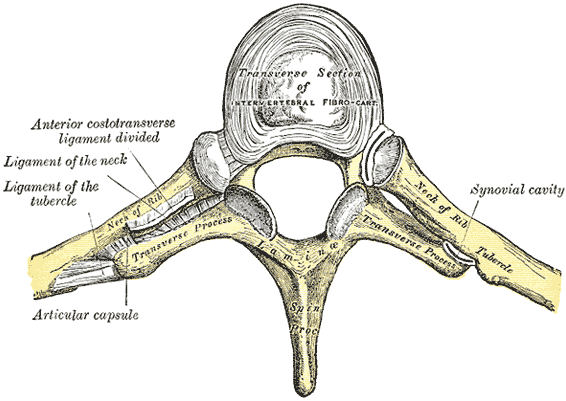
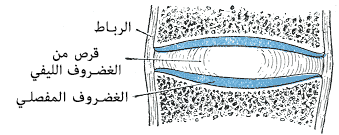
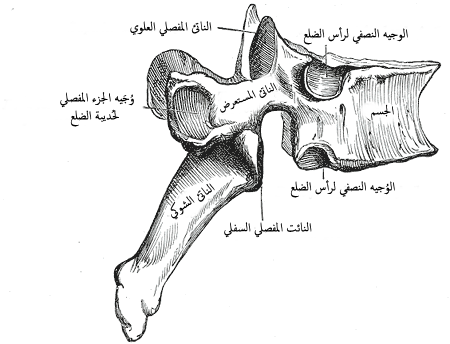